# Tvrdošín (vodní nádrž)
Vodní nádrž Tvrdošín (slovensky Vodná nádrž Tvrdošín) je vodní nádrž na řece Oravě, pod Oravskou přehradou, u obce Tvrdošín, v Žilinském kraji. Je součástí Vážské kaskády a slouží jako vyrovnávací nádrž během maximálního výkonu vodní elektrárny Orava.

## Elektrárna
Součástí vodní nádrže je i vodní elektrárna, která byla do provozu uvedena roku 1979. Jsou zde nainstalovány tři horizontální Kaplanovy turbíny s instalovaným výkonem 6,1 MW a celkovým průtokem 45 m³/s. Roční výroba elektrické energie dosahuje průměrně 18,02 GWh.